# Hugues Bayet

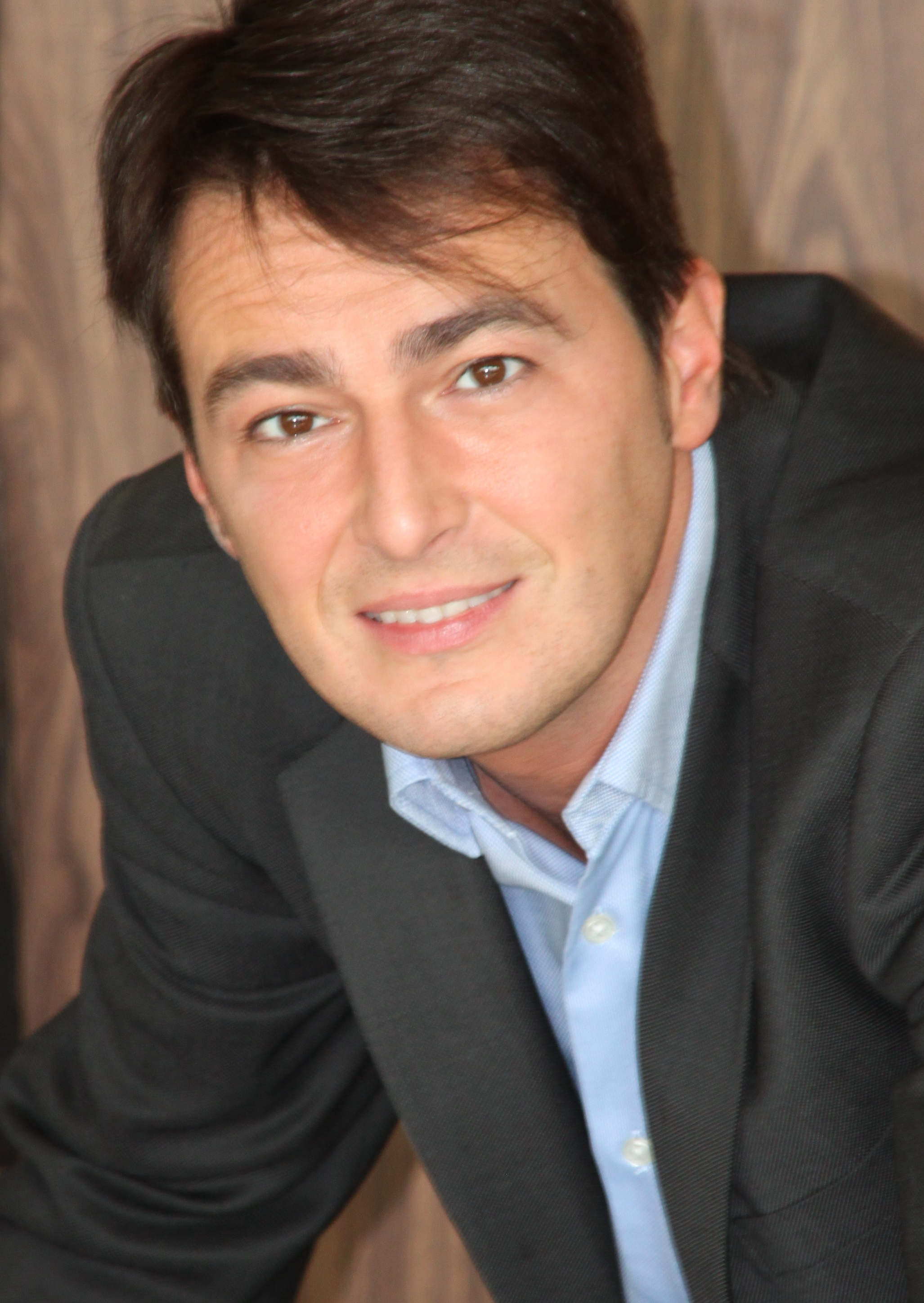
Hugues Bayet

Hugues Bayet (* 12. April 1975 in Farciennes) ist ein belgischer Politiker der Parti Socialiste.

## Leben
Seit Dezember 2006 war Bayet Bürgermeister von Farciennes. Seit 2014 ist Bayet Abgeordneter im Europäischen Parlament. Dort ist er im Ausschuss für Wirtschaft und Währung und in der Delegation im Gemischten Parlamentarischen Ausschuss EU-Türkei tätig.